# Alfred Rauhaus
Alfred Rauhaus (* 18. Mai 1945 in Dlouhá Ves u Sušice, Tschechoslowakei) ist ein deutscher reformierter Theologe, Autor und Liederdichter. Er war Pastor im ostfriesischen Rheiderland und Theologischer Rat der Evangelisch-Reformierten Landeskirche in Leer.

## Leben
Rauhaus wuchs in Nordhessen auf. Nach dem Studium der Evangelischen Theologie in Wuppertal, Tübingen und Göttingen (1964–1970) machte er sein Vikariat im Rheiderland. Ab 1973 war er Pastor in Landschaftspolder und Ditzumerverlaat und von 1978 bis 1990 Pastor der Reformierten Kirche in Weener. Rauhaus wurde 1977 in Göttingen promoviert. Die Kirchenleitung der Reformierten Landeskirche berief ihn 1991 zum Theologischen Rat. Rauhaus hatte dieses Amt bis 2005 inne und war ab 2006 freier wissenschaftlicher Mitarbeiter der Emder Johannes a Lasco Bibliothek.

## Werk
Rauhaus untersuchte in seiner Dissertation den reformierten Emder Katechismus von 1554 und veröffentlichte mehrere Artikel zum Heidelberger Katechismus. Neben seinen dogmengeschichtlichen Arbeiten widmete er sich in praktisch-theologischen Schriften besonders der reformierten Liturgie, der Gottesdienstpraxis, dem Amtsverständnis und der Bestattungspraxis. Einen weiteren Schwerpunkt bildet die Kirchengeschichte Ostfrieslands.
Rauhaus wurde auch durch seine Neubereimung von Psalmen für den Regionalteil des Evangelischen Gesangbuchs für die Evangelisch-reformierte Kirche von 1996 bekannt, für das er zwischen 1989 und 1994 mehr als 30 Psalmen neu dichtete: Psalm 8, 10, 16, 17, 18, 19A, 22A, 29, 31, 43A, 44, 49, 52, 58, 60, 69, 74 (Strophe 1–6, 8, 9), 78, 83, 87B, 88, 94, 97B, 107 (Strophe 2, 6, 8, 9, 11, 13), 122B, 123, 125, 127, 128, 132, 133 (Strophe 1), 137 139 (Strophe 9), 140 (Strophe 1 und 2) und 141.

## Schriften (Auswahl)
- mit Elwin Lomberg, Gerhard Nordholt (Bearb.): Die evangelisch-reformierte Kirche in Nordwestdeutschland. Beiträge zu ihrer Geschichte und Gegenwart. Herausgegeben vom Landeskirchenamt. Risius, Weener 1982, ISBN 3-88761-005-9.
  - darin: Reformierte Akzente in der Lehre von der Kirche, S. 379–402.
  - Fürstentum Ostfriesland, S. 158–177.
- Kopfüber auf die Kanzel. Praktische Hinweise zur Gestaltung von Gottesdiensten nebst anderen unmaßgeblichen, aber wohlmeinenden Ratschlägen und einem Anhang. Theologische Abteilung des Synodalrats der Evangelisch-Reformierten Kirche, Leer 1993.
- Einführung. In: Peter Bukowski, Arend Klompmaker, Christiane Nolting, Alfred Rauhaus, Friedrich Thiele (Hrsg.): Reformierte Liturgie – Gebete und Ordnungen für die unter dem Wort versammelte Gemeinde. Neukirchener Verlag, Neukirchen-Vluyn 1999, ISBN 3-7887-1777-7, S. 23–32 (Download [PDF; 2,4 MB; abgerufen am 24. Mai 2020]).
- Anonym bestattet. Anmerkungen eines Theologen zu einer umstrittenen Thematik. In: Exegese vor Ort. Evangelische Verlagsanstalt, Leipzig 2001, ISBN 3-374-01895-5, S. 321–334.
- Den Glauben verstehen. Eine Einführung in die Gedankenwelt des Christentums anhand des Heidelberger Katechismus. Foedus-Verlag, Wuppertal 2003, ISBN 3-932735-77-3 (Dissertation, Universität Göttingen 1977).
- Amt und Ordination in der reformierten Kirche. In: Matthias Freudenberg, Gerrit Noltensmeier (Hrsg.): Amt und Ordination aus reformierter Sicht. foedus-Verlag Wuppertal 2005, ISBN 3-932735-96-X, S. 69–102.
- Beobachtungen zum Abendmahlsritus der reformierten Gemeinden Ostfrieslands im 16. Jahrhundert. In: Emder Jahrbuch für historische Landeskunde Ostfrieslands. Bd. 87. Verlag Ostfriesische Landschaft, Aurich 2007, ISSN 1434-4351, S. 69–93.
- Kleine Kirchenkunde. Reformierte Kirchen von innen und außen. Vandenhoeck & Ruprecht, Göttingen 2007, ISBN 978-3-525-63374-8.
- Der Kleine Emder Katechismus (1554) in der Fassung von 1579. In: Reformierte Bekenntnisschriften. Bd. 1,3: 1550–1558. Herausgegeben im Auftrag der Evangelischen Kirche in Deutschland von Andreas Mühling, Peter Opitz. Neukirchener Verlag, Neukirchen-Vluyn 2007, ISBN 978-3-7887-2230-2, S. 295–328.
- Die Grabplatte des Magisters Hermann Wessel zu Emden. In: Emder Jahrbuch für historische Landeskunde Ostfrieslands. Bd. 92. Verlag Ostfriesische Landschaft, Aurich 2012, ISSN 1434-4351, S. 55–89.
- 450 Jahre Heidelberger Katechismus. In: Theologische Rundschau. Jahrgang 78, Heft 4, 2013, S. 510–517.